# ستيفن مولهولاند
ستيفن مولهولاند هو جراح كندي، ولد في 5 أغسطس 1960 في فانكوفر الغربية في كندا.

## وصلات خارجية
- ستيفن مولهولاند على موقع Eurohockey.com (الإنجليزية)